# Verla De Peiza

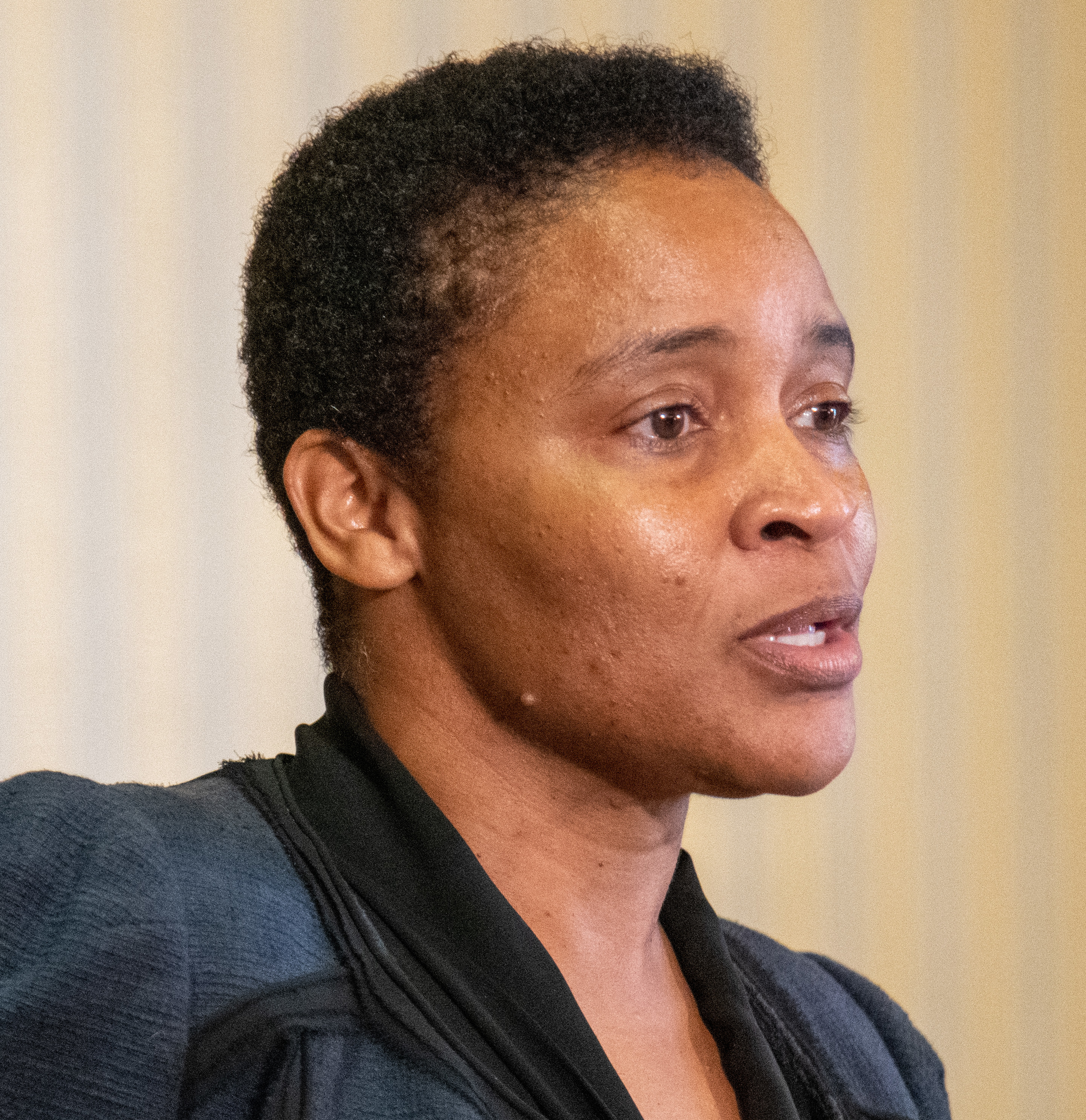
Verla De Peiza (2020)

Verla De Peiza (geboren am 7. Oktober 1971 in St. James) ist eine barbadische Politikerin (DLP).

## Leben

### Ausbildung und Beruf
De Peiza besuchte das Harrison College in Bridgetown. Anschließend studierte sie an der University of Southampton und schloss mit einem Bachelor of Science in Politics and Law ab. Danach machte sie am Queen Mary College einen Master of Laws mit Spezialisierung in Kriminologie und Kriminaljustiz. Seit 1996 ist De Peiza als Anwältin in England und Wales zugelassen. Sie kehrte jedoch nach Barbados zurück und praktizierte dort als Anwältin in einer Kanzlei.

### Politische Laufbahn
De Peiza stand schon als Teenager in Verbindung mit der Democratic Labour Party (DLP) und hielt diese Verbindung auch während ihrer Studienzeit im Vereinigten Königreich aufrecht. Nach ihrer Rückkehr nach Barbados 1996 trat sie der Partei bei. Sie engagierte sich in verschiedenen Wahlkämpfen und Parteiämtern, etwa auch als Präsidentin der Young Democrats und als stellvertretende Generalsekretärin. Bei den Parlamentswahlen 2008 war sie eine der Wahlkampfmanagerinnen der DLP.
2012 wurde De Peiza zur Senatorin ernannt. 2013 wurde sie in diesem Amt bestätigt. Bei den Parlamentswahlen 2018 kandidierte sie erfolglos für das House of Assembly. Nach der massiven Niederlage der DLP bei dieser Wahl, bei der die Barbados Labour Party (BLP) alle 30 Wahlkreise gewinnen konnte, übernahm sie das Amt der Präsidentin der DLP. Sie wurde ohne Gegenkandidat in das Amt gewählt. Nachdem es der BLP bei den Parlamentswahlen 2022 gelungen war, alle Wahlkreise zu verteidigen, trat De Peiza als Präsidentin der DLP zurück. Auch sie selbst kandidierte bei dieser Wahl erfolglos.

### Privates
De Peiza ist Mutter zweier Kinder.